# Abdul Karim Salman
Abdul-Karim Salman Jabbar (* 4. März 1965 in Bagdad; † 2. Dezember 2020 ebenda) war ein irakischer Fußballspieler und -trainer.

## Sportlicher Werdegang
Jabbar begann seine Erwachsenenkarriere bei al-Talaba SC. Später spielte er für den Al-Rasheed SC, ehe er zu al-Talaba SC zurückkehrte. Zwischen 1988 und 1994 stand er zudem im Kader der irakischen Nationalmannschaft, dabei gehörte er bei den Olympischen Sommerspielen 1988 zur Auswahlmannschaft, die in der Gruppenphase Tabellendritter wurde. Im Turnierverlauf blieb er unter Auswahltrainer Ammo Baba ohne Spieleinsatz.
Nach dem Ende der aktiven Laufbahn war Jabbar als Trainer tätig, zunächst betreute er dabei bis 2012 seinen Heimatverein Al-Talaba SC. Anfang 2013 wurde er Assistent von Interimstrainer Hakeem Shaker bei der irakischen Nationalmannschaft, unter Vladimir Petrović blieb er anschließend im Amt. Auch nach dessen Entlassung und einer erneuten Interimstätigkeit Shakers blieb er im Amt, den im Dezember 2014 verpflichteten Radhi Shenaishil unterstützte er während der Asienmeisterschaft 2015. Nach einem vierten Platz verließ dieser den Verband und Jabbar arbeitete Akram Salman zu, im Juni 2015 kam es jedoch zur Trennung.
Im Sommer 2015 kehrte Jabbar zu Al-Talaba SC zurück, wo er zum Trainerteam von Ayoub Odisho gehörte. Nachdem Radhi Shenaishil im April 2016 erneut die irakische Nationalmannschaft übernommen hatte, wechselte er in dessen Funktionsteam, das im Frühjahr 2017 entlassen wurde.
Jabbar übernahm 2017 das Traineramt beim in die zweite Liga abgestiegenen Al-Karkh SC. Als Meister seiner Zweitligastaffel schaffte er mit dem Klub den direkten Wiederaufstieg, wo sich die Mannschaft in der Meisterschaft auf dem sechsten Tabellenrang platzierte. Nach dem Abbruch der Meisterschaft in Folge der COVID-19-Pandemie im Frühjahr 2020 wurde im Herbst der Spielbetrieb wieder aufgenommen. Anfang Dezember verstarb er an den Folgen einer COVID-Erkrankung, sein bisheriger Assistent Ahmad Abdul-Jabar wurde sein Nachfolger.